# Joey Kooij
Joey Kooij (Oostzaan, 31 oktober 1991) is een Nederlands voetbalscheidsrechter. Hij fluit zijn wedstrijden voornamelijk in de Eerste divisie en de Eredivisie. Daarnaast is hij internationaal actief.

## Loopbaan
Kooij maakte zijn debuut op het tweede niveau van Nederland op 24 augustus 2015 bij de wedstrijd Achilles '29 - FC Oss. De wedstrijd eindigde in 1-0 en Kooij gaf vijf gele kaarten.
Op 21 februari 2016 leidde hij zijn eerste wedstrijd in België (Eerste klasse B). De wedstrijd Patro Eisden MM-KAS Eupen eindigde in 1-2 en Kooij gaf vier gele kaarten.
Op zondag 4 februari 2018 debuteerde Kooij in de Eredivisie in de wedstrijd Excelsior - FC Utrecht.

## Persoonlijk
Kooij heeft een relatie met de dochter van voormalig profvoetballer Frank de Boer. Omdat zijn zwager Calvin Stengs sinds 2023 voor Feyenoord uitkomt, mag Kooij geen wedstrijden van deze club fluiten.

## Statistieken
| Seizoen | Eredivisie | Jupiler League | KNVB Beker | Eerste klasse B | Totaal   |
| Seizoen | Gefloten   | Gefloten       | Gefloten   | Gefloten        | Gefloten |
| ------- | ---------- | -------------- | ---------- | --------------- | -------- |
| 2014/15 | 0          | 0              | 2          | 0               | 2        |
| 2015/16 | 0          | 17             | 1          | 1               | 19       |
| 2016/17 | 0          | 19             | 1          | 1               | 21       |

Bijgewerkt t/m 27 april 2017
Internationaal scheidsrechter: Sander van der Eijk · Wendy Gijsbers · Serdar Gözübüyük · Lizzy van der Helm · Dennis Higler · Joey Kooij · Allard Lindhout · Danny Makkelie · Marc Nagtegaal · Marisca Overtoom · Shona Shukrula

Nationaal scheidsrechter: Erwin Blank · Pol van Boekel · Alex Bos · Rob Dieperink · Laurens Gerrets · Edwin van de Graaf · Thomas Hardeman · Robin Hensgens · Jochem Kamphuis · Martin van den Kerkhof · Boyd van Kommer · Jannick van der Laan · Jeroen Manschot · Richard Martens · Bas Nijhuis · Ingmar Oostrom · Martin Pérez · Kevin Puts · Jesse Rozendal · Clay Ruperti · Rick Sturm · Stan Teuben · Luuk Timmer · Robin Vereijken · Martijn Vos · Wouter Wiersma